# L'Escaillère
L'Escaillère is een dorp in de Belgische provincie Henegouwen en een deelgemeente van de Waalse stad Chimay. De plaats ligt in de Henegouwse Ardennen en op zijn grondgebied ligt met 365 meter het hoogste punt van Henegouwen.

## Geschiedenis
L'Escaillère werd in 1886 als zelfstandige gemeente afgesplitst van de gemeente Baileux. Bij de gemeentelijke herindeling van 1977 werd het een deelgemeente van Chimay .

## Demografische ontwikkeling
- Bronnen:NIS, Opm:1831 tot en met 1970=volkstellingen</smal

## Bezienswaardigheden
- De Église Saint-Hilaire
- 2 kappellen
- Oude washuis

## Toerisme
- L'Escaillère heeft enkele langlaufpistes.